# Morti il 21 dicembre
| Questa pagina contiene informazioni ricavate automaticamente dalle voci biografiche con l'ausilio del template Bio e di un bot. L'aggiornamento è periodico e automatico e ricostruisce completamente la pagina. Se manca una persona in questa lista, sei pregato di non aggiungerla, ma accertati piuttosto che la sua voce biografica contenga il template Bio e che i dati anagrafici siano correttamente compilati. Se il template Bio manca, inseriscilo tu stesso o, in alternativa, metti l'avviso {{tmp\|Bio}} che ne segnala la mancanza. Se i dati riportati sono sbagliati, correggi direttamente la voce biografica; le modifiche saranno visibili in questa lista entro pochi giorni. Per chiarimenti vedi il progetto biografie. La lista contiene solo le 501 persone che sono citate nell'enciclopedia e per le quali è stato implementato correttamente il template Bio. Pagina aggiornata al 29 lug 2025. |

## III secolo a.C.(1)
- 290 a.C. - Mencio, filosofo cinese (n. 372 a.C.)

## IX secolo(1)
- 882 - Incmaro di Reims, teologo e filosofo francese (n. 806)

## XI secolo(4)
- 1001 - Ugo II di Toscana, sovrano
- 1028 - Erling Skjalgsson, politico norvegese (n. 975)
- 1053 - Riprando, vescovo cattolico italiano
- 1057 - Ralf di Mantes, nobile e ammiraglio anglosassone

## XII secolo(4)
- 1102 - Enrico di Monte Sant'Angelo, nobile normanno
- 1121 - Ulrico di Eppenstein, patriarca cattolico tedesco (n. 1055)
- 1133 - Ghigo III d'Albon, conte francese
- 1200 - Gilbert Hérail, cavaliere medievale spagnolo (n. 1152)

## XIII secolo(1)
- 1285 - Ordoño Álvarez, cardinale spagnolo

## XIV secolo(7)
- 1302 - Jean II d'Harcourt, militare francese
- 1308 - Enrico I d'Assia, nobile tedesco (n. 1244)
- 1326 - Pietro, monaco cristiano e arcivescovo ortodosso ucraino
- 1363 - Costantino V d'Armenia, sovrano (n. 1313)
- 1368 - Filippo II di Savoia-Acaia, principe italiano (n. 1340)
- 1375 - Giovanni Boccaccio, scrittore e poeta italiano (n. 1313)
- 1391 - Engelberto III de la Marca, conte (n. 1334)

## XV secolo(5)
- 1414 - Guglielmo di Estouteville I, vescovo francese (n. 1354)
- 1446 - Luigi I di Borbone-Vendôme, conte (n. 1376)
- 1456 - Carlo Gonzaga, nobile (n. 1417)
- 1460 - Domenico di Prussia, monaco cristiano, presbitero e teologo tedesco (n. 1384)
- 1473 - Niccolò Forteguerri, cardinale e vescovo cattolico italiano (n. 1419)

## XVI secolo(13)
- 1503 - Lorenzo Cybo de Mari, cardinale e arcivescovo cattolico italiano
- 1504 - Berthold von Henneberg-Römhild, arcivescovo cattolico tedesco
- 1521 - Domenico Spadafora, religioso italiano (n. 1450)
- 1536 - John Seymour, nobile inglese
- 1539 - Maria Lorenza Longo, religiosa spagnola (n. 1463)
- 1549 - Margherita d'Angoulême, scrittrice e poetessa francese (n. 1492)
- 1553 - Sinan Pascià, ammiraglio ottomano
- 1559 - Ghilino Ghilini, vescovo cattolico e diplomatico italiano
- 1576 - Juan Alfonso de Polanco, gesuita spagnolo (n. 1517)
- 1581 - Jean de la Cassiere, militare francese (n. 1502)
- 1589 - Juan Vicente Macip, pittore spagnolo (n. 1523)
- 1593 - Giovanni Vincenzo Casali, scultore, architetto e ingegnere italiano (n. 1539)
- 1597 - Pietro Canisio, gesuita, teologo e santo olandese (n. 1521)

## XVII secolo(12)
- 1606 - Matteo Senarega, doge (n. 1534)
- 1610 - Caterina Vasa, principessa svedese (n. 1539)
- 1622 - Giuseppe Buonfiglio, militare e storico italiano (n. 1547)
- 1624 - Francisco Desquivel, arcivescovo cattolico spagnolo (n. 1550)
- 1630 - Giovanni Serodine, pittore svizzero
- 1641 - Luca Stella, arcivescovo cattolico italiano
- 1643 - Armand d'Athos, militare e agente segreto francese (n. 1615)
- 1663 - Camillo Astalli, cardinale e vescovo cattolico italiano (n. 1616)
- 1672 - Charles Stanley, VIII conte di Derby, politico e militare inglese (n. 1628)
- 1679 - Claude Lamoral I di Ligne, militare spagnolo (n. 1618)
- 1693 - Hendrick Mommers, pittore olandese (n. 1620)
- 1698 - Francesco Scala, pittore italiano (n. 1643)

## XVIII secolo(22)
- 1705 - Cristina di Baden-Durlach, principessa tedesca (n. 1645)
- 1709 - Francesco Bonesana, vescovo cattolico italiano (n. 1649)
- 1721 - Friedrich Christian Seifert von Edelsheim, politico, scrittore e poeta tedesco (n. 1669)
- 1730 - Michail Michajlovič Golicyn, ufficiale russo (n. 1675)
- 1734 - Philipp Hyazint von Lobkowicz, nobile ceco (n. 1680)
- 1735 - Adeodato Summantico, vescovo cattolico italiano (n. 1658)
- 1737 - Alessandro Galilei, architetto italiano (n. 1691)
- 1741 - Bernard de Montfaucon, monaco cristiano, paleografo e archeologo francese (n. 1655)
- 1745 - Georg Christoph Martini, pittore, scultore e scrittore tedesco (n. 1685)
- 1750 - Elisabetta Cristina di Brunswick-Wolfenbüttel (n. 1691)
- 1754 - Niccolò Liborio Verzoni, religioso italiano (n. 1684)
- 1755 - Manuel de Zumaya, compositore messicano (n. 1678)
- 1757 - Hercule Mériadec de Rohan-Guéméné, nobile francese (n. 1688)
- 1759 - Michelangelo Caetani, X duca di Sermoneta, nobile italiano (n. 1685)
- 1760 - Philipp Hieronymus Brinckmann, incisore e pittore tedesco (n. 1709)
- 1760 - Girolamo Pamphili, IV principe di San Martino al Cimino e Valmontone, principe italiano (n. 1678)
- 1761 - Antonio Guidi di Bagno, vescovo cattolico italiano (n. 1683)
- 1761 - Joshua Ward, medico inglese (n. 1685)
- 1763 - Chariton Prokof'evič Laptev, esploratore russo (n. 1700)
- 1769 - Anton Corfitz Ulfeldt, nobile, diplomatico e politico austriaco (n. 1699)
- 1785 - Giovanni Battista Borsieri, medico italiano (n. 1725)
- 1792 - Antonio Boroni, compositore italiano (n. 1738)

## XIX secolo(64)
- 1801 - Giacomo Maria Brignole, doge (n. 1724)
- 1801 - József Gvadányi, poeta ungherese (n. 1725)
- 1802 - François-Xavier Pagès de Vixouze, giornalista e scrittore francese (n. 1745)
- 1803 - Nikolaj Aleksandrovič L'vov, architetto, poeta e etnografo russo (n. 1753)
- 1804 - Pietro Rossi, medico e zoologo italiano (n. 1738)
- 1805 - Manuel Maria Barbosa du Bocage, poeta portoghese (n. 1765)
- 1807 - John Newton, marinaio, presbitero e attivista inglese (n. 1725)
- 1809 - Marco VIII di Alessandria, vescovo cristiano orientale egiziano
- 1811 - Orazio Della Torre, vescovo cattolico italiano (n. 1742)
- 1811 - Luisa di Brandeburgo-Schwedt, nobile (n. 1750)
- 1814 - Charles François Bicquilley, militare, filosofo e matematico francese (n. 1738)
- 1816 - Jean-Pierre-André Amar, politico francese (n. 1755)
- 1816 - John Bagwell, politico irlandese (n. 1751)
- 1819 - Jean Mathieu Philibert Sérurier, militare e politico francese (n. 1742)
- 1823 - Domenico Spinucci, cardinale e arcivescovo cattolico italiano (n. 1739)
- 1824 - James Parkinson, medico, paleontologo e geologo britannico (n. 1755)
- 1826 - Gaetano Andreozzi, compositore italiano (n. 1755)
- 1826 - Sigismondo Moll, funzionario austriaco (n. 1758)
- 1827 - Giuseppe Melograni, scienziato, naturalista e mineralogista italiano (n. 1750)
- 1832 - Luca Peroni, archivista italiano (n. 1745)
- 1835 - María Concepción Loperena, attivista colombiana (n. 1775)
- 1838 - Amedeo Bruno di Samone, vescovo cattolico italiano (n. 1754)
- 1839 - Andrea Dũng Lạc, presbitero vietnamita
- 1839 - Pietro Trương Văn Thi, presbitero vietnamita (n. 1763)
- 1845 - George Broadfoot, militare scozzese (n. 1807)
- 1845 - Robert Sale, ufficiale britannico (n. 1782)
- 1848 - Pavel Alekseevič Golicyn, ufficiale russo (n. 1782)
- 1859 - Filippo Artico, vescovo cattolico italiano (n. 1798)
- 1860 - Peter Friedhofen, presbitero tedesco (n. 1819)
- 1863 - Giuseppe Gioachino Belli, poeta italiano (n. 1791)
- 1864 - Luigi d'Asburgo-Lorena, nobile (n. 1784)
- 1866 - William J. Fetterman, militare e ufficiale statunitense (n. 1833)
- 1866 - Joseph Pelloux, politico italiano (n. 1799)
- 1867 - Karl Friedrich Schimper, botanico e poeta tedesco (n. 1803)
- 1868 - Antonio Morri, letterato, glottologo e lessicografo italiano (n. 1793)
- 1869 - Wilhelm Wackernagel, filologo tedesco (n. 1806)
- 1871 - Louise Aston, scrittrice tedesca (n. 1814)
- 1871 - Paul Guigou, pittore francese (n. 1834)
- 1871 - Jean-Baptiste François Pompallier, missionario e arcivescovo cattolico francese (n. 1801)
- 1871 - Aurèle Robert, pittore svizzero (n. 1805)
- 1871 - John Anthony Winston, politico statunitense (n. 1812)
- 1872 - Robert Scott Duncanson, pittore statunitense (n. 1821)
- 1873 - Francis Garnier, esploratore francese (n. 1839)
- 1876 - Paolo Cortese, politico italiano (n. 1827)
- 1876 - Pietro Giuria, scrittore, poeta e pittore italiano (n. 1816)
- 1879 - Vincenzo Cosentino, magistrato italiano (n. 1831)
- 1880 - Amos Tappan Akerman, politico statunitense (n. 1821)
- 1881 - Anatolij Ivanovič Barjatinskij, ufficiale russo (n. 1821)
- 1883 - Karl Bogislaus Reichert, anatomista e biologo tedesco (n. 1811)
- 1884 - Giovanni Cittadella, politico italiano (n. 1806)
- 1884 - Nicola Consoni, pittore italiano (n. 1814)
- 1886 - Leonardo Massabò, pittore italiano (n. 1812)
- 1889 - Friedrich August von Quenstedt, geologo e paleontologo tedesco (n. 1809)
- 1890 - Niels Gade, compositore, direttore d'orchestra e organista danese (n. 1817)
- 1890 - Johanne Luise Heiberg, attrice teatrale e drammaturga danese (n. 1812)
- 1891 - William Cavendish, VII duca di Devonshire, nobile e politico britannico (n. 1808)
- 1892 - Crescenzio Scarselli, avvocato e politico italiano (n. 1837)
- 1896 - Emanuele Lodi, notaio e banchiere italiano (n. 1825)
- 1896 - Vincenzo Leone Sallua, arcivescovo cattolico italiano (n. 1815)
- 1898 - Giovanni Michelotti, naturalista, geologo e paleontologo italiano (n. 1812)
- 1899 - Cesare Dalmazzo, politico italiano
- 1899 - Henri Dupont, violinista, direttore d'orchestra e direttore artistico belga (n. 1838)
- 1899 - Charles Lamoureux, direttore d'orchestra e violinista francese (n. 1834)
- 1900 - Leonhard Graf von Blumenthal, generale tedesco (n. 1810)

## XX secolo(258)
- 1901 - Hermann von Walter, medico, batteriologo e esploratore tedesco (n. 1864)
- 1904 - William Alvord, politico e banchiere statunitense (n. 1833)
- 1904 - Pasquale di Borbone-Due Sicilie, nobile italiano (n. 1852)
- 1904 - Edward Hooker Dewey, medico statunitense (n. 1837)
- 1906 - Philippe Chaperon, pittore e scenografo francese (n. 1823)
- 1907 - Klara Pölzl, austriaca (n. 1860)
- 1909 - Karel Halíř, violinista ceco (n. 1859)
- 1909 - Charles-Louis Philippe, scrittore francese (n. 1874)
- 1911 - Emilio Estrada, politico ecuadoriano (n. 1855)
- 1912 - Agnes Leclerc Joy, militare e infermiera statunitense (n. 1844)
- 1912 - Émile Lemoine, matematico francese (n. 1840)
- 1913 - Antonino D'Antona, medico e politico italiano (n. 1842)
- 1915 - Giuseppe Miraglia, ufficiale, marinaio e aviatore italiano (n. 1883)
- 1916 - Daniel Oliver, botanico britannico (n. 1830)
- 1918 - Hobey Baker, hockeista su ghiaccio statunitense (n. 1892)
- 1918 - Konrad zu Hohenlohe-Schillingsfürst, politico austriaco (n. 1863)
- 1919 - Gioacchino Bastogi, imprenditore e politico italiano (n. 1851)
- 1919 - Louis Diémer, pianista e compositore francese (n. 1843)
- 1919 - Gilbert Gaul, pittore e illustratore statunitense (n. 1855)
- 1920 - Mohammed Abdullah Hassan, condottiero somalo (n. 1856)
- 1921 - Pinckney Benton Stewart Pinchback, politico statunitense (n. 1837)
- 1921 - François-Marie-Anatole de Rovérié de Cabrières, cardinale e vescovo cattolico francese (n. 1830)
- 1922 - Eliezer Ben Yehuda, giornalista e filologo russo (n. 1858)
- 1922 - Emil Doepler, illustratore, grafico e araldista tedesco (n. 1855)
- 1922 - Vincenzo Tangorra, economista e politico italiano (n. 1866)
- 1923 - Emilio Gola, pittore e ingegnere italiano (n. 1851)
- 1923 - Jean du Plessis de Grenédan, dirigibilista francese (n. 1892)
- 1923 - Václav Titl, calciatore boemo (n. 1889)
- 1924 - Heinrich Dreser, chimico tedesco (n. 1860)
- 1924 - Francesco Negri, fotografo italiano (n. 1841)
- 1925 - Jules Méline, politico francese (n. 1838)
- 1926 - Francesco Isola, vescovo cattolico italiano (n. 1850)
- 1926 - Arthur Mackley, attore e regista inglese (n. 1865)
- 1926 - Harold Raeburn, alpinista scozzese (n. 1865)
- 1926 - Egisto Zabeo, politico italiano (n. 1856)
- 1927 - Ludwig Beissner, botanico tedesco (n. 1843)
- 1927 - Camillo Bianchi, politico e imprenditore francese (n. 1847)
- 1927 - Gyula Fényi, gesuita e astronomo ungherese (n. 1845)
- 1927 - Paul Muteau, generale francese (n. 1854)
- 1928 - Luigi Cadorna, generale e politico italiano (n. 1850)
- 1928 - Christian Klucker, alpinista, insegnante e politico svizzero (n. 1853)
- 1929 - Gustave Belot, filosofo francese (n. 1859)
- 1931 - Arnaldo Mussolini, giornalista e politico italiano (n. 1885)
- 1931 - Alessandro Portis, geologo e paleontologo italiano (n. 1853)
- 1932 - William McCrum, calciatore irlandese (n. 1865)
- 1932 - Oliviero Vojak, calciatore italiano (n. 1911)
- 1933 - Henry Fielding Dickens, avvocato e magistrato britannico (n. 1849)
- 1933 - Knud Rasmussen, esploratore e antropologo danese (n. 1879)
- 1934 - Eric Borchard, clarinettista, sassofonista e direttore d'orchestra tedesco (n. 1886)
- 1934 - Giovanni Capodivacca, giornalista, commediografo e critico teatrale italiano (n. 1884)
- 1934 - César Roux, chirurgo svizzero (n. 1857)
- 1935 - Ted Birnie, calciatore e allenatore di calcio inglese (n. 1878)
- 1935 - Pietro Franciosi, politico e insegnante sammarinese (n. 1864)
- 1935 - Giovanni Battista Scapin, ammiraglio italiano (n. 1876)
- 1935 - Kurt Tucholsky, scrittore, poeta e giornalista tedesco (n. 1890)
- 1936 - Stanley Rossiter Benedict, chimico e biochimico statunitense (n. 1884)
- 1936 - Iris Stuart, attrice statunitense (n. 1903)
- 1937 - Pierre Collings, sceneggiatore statunitense (n. 1900)
- 1937 - Ted Healy, attore statunitense (n. 1896)
- 1937 - Frank Kellogg, politico e diplomatico statunitense (n. 1856)
- 1937 - Constance Pascal, psichiatra rumena (n. 1877)
- 1937 - Augustin Roy, missionario e vescovo cattolico francese (n. 1863)
- 1937 - Tukojirao III, principe indiano (n. 1888)
- 1940 - Sesto Bisogni, politico italiano (n. 1885)
- 1940 - Andrea Brezzi, militare e aviatore italiano (n. 1891)
- 1940 - Francis Scott Fitzgerald, scrittore e sceneggiatore statunitense (n. 1896)
- 1941 - Engelbert Endrass, ufficiale tedesco (n. 1911)
- 1941 - Peetie Wheatstraw, musicista e cantante statunitense (n. 1902)
- 1942 - Franz Boas, antropologo tedesco (n. 1858)
- 1942 - Christian Morville, calciatore danese (n. 1891)
- 1942 - Heinz von Randow, generale tedesco (n. 1890)
- 1943 - Ildebrando Cocconi, avvocato e scrittore italiano (n. 1877)
- 1943 - Nicola Moscardelli, poeta, scrittore e esoterista italiano (n. 1894)
- 1943 - Giancarlo Puecher Passavalli, partigiano italiano (n. 1923)
- 1943 - Alfredo Sforzini, militare e partigiano italiano (n. 1914)
- 1943 - Shōgo Takeuchi, aviatore e militare giapponese (n. 1918)
- 1944 - Luigi Campolonghi, giornalista e scrittore italiano (n. 1876)
- 1944 - Isabelino Gradín, velocista e calciatore uruguaiano (n. 1897)
- 1944 - Giuseppe Tassinari, agronomo e politico italiano (n. 1891)
- 1945 - Dora, austriaca (n. 1882)
- 1945 - Pietro Fineschi, architetto e ingegnere italiano (n. 1875)
- 1945 - Umberto Montanari, calciatore italiano (n. 1896)
- 1945 - George Smith Patton, generale statunitense (n. 1885)
- 1946 - Sergio Nicolò De Bellis, pittore italiano (n. 1898)
- 1946 - Eugene Talmadge, politico statunitense (n. 1884)
- 1947 - Mark Hellinger, giornalista, produttore cinematografico e scrittore statunitense (n. 1903)
- 1947 - Dušan Jurkovič, architetto, designer e etnografo slovacco (n. 1868)
- 1949 - Georg Gerstäcker, lottatore tedesco (n. 1889)
- 1950 - Aliya di Hejaz, principessa araba (n. 1911)
- 1950 - May Butcher, scrittrice maltese (n. 1886)
- 1950 - Hattie Caraway, politica statunitense (n. 1878)
- 1950 - Edwin Foster Coddington, astronomo statunitense (n. 1870)
- 1950 - Konrad von Preysing Lichtenegg Moos, cardinale e vescovo cattolico tedesco (n. 1880)
- 1950 - Trilussa, poeta, scrittore e giornalista italiano (n. 1871)
- 1951 - Jan van den Berg, calciatore olandese (n. 1879)
- 1951 - Ernie Collett, hockeista su ghiaccio canadese (n. 1895)
- 1951 - Luigi Faccio, partigiano e politico italiano (n. 1877)
- 1951 - Müveddet Kadın, ottomana (n. 1893)
- 1952 - Alfredo Albertini, medico italiano (n. 1881)
- 1952 - Ken Edwards, golfista statunitense (n. 1886)
- 1953 - Kaarlo Koskelo, lottatore finlandese (n. 1888)
- 1953 - Gino Simi, musicista e compositore italiano (n. 1890)
- 1954 - Mario Caracciolo di Feroleto, generale italiano (n. 1880)
- 1954 - Ivan Aleksandrovič Il'in, filosofo russo (n. 1883)
- 1954 - Vladimir Grigor'evič Legošin, regista cinematografico sovietico (n. 1904)
- 1955 - Garegin Njdeh, politico e generale armeno (n. 1886)
- 1956 - Paolo Amaldi, psichiatra italiano (n. 1865)
- 1956 - Mikheil Gelovani, attore georgiano (n. 1893)
- 1956 - Luciano Scotti, imprenditore e politico italiano (n. 1885)
- 1956 - Lewis Madison Terman, psicologo statunitense (n. 1877)
- 1957 - Eric Coates, compositore e violista inglese (n. 1886)
- 1958 - Lion Feuchtwanger, scrittore e drammaturgo tedesco (n. 1884)
- 1958 - Edith Stuyvesant Dresser, filantropa e attivista statunitense (n. 1873)
- 1958 - H.B. Warner, attore britannico (n. 1876)
- 1958 - Harry Wills, pugile statunitense (n. 1889)
- 1959 - Jacob Bernstein, scacchista statunitense (n. 1885)
- 1959 - Arvi Pohjanpää, ginnasta finlandese (n. 1887)
- 1959 - Matteo Tosi, compositore e direttore di coro italiano (n. 1884)
- 1960 - Otto Hooff, tuffatore tedesco (n. 1881)
- 1960 - Eric Temple Bell, matematico e scrittore scozzese (n. 1883)
- 1961 - Baldo Baldi, schermidore italiano (n. 1888)
- 1961 - Biagio Cavanna, pistard e dirigente sportivo italiano (n. 1893)
- 1961 - Angelo Nizza, drammaturgo, sceneggiatore e giornalista italiano (n. 1905)
- 1962 - Egidio Caspani, religioso italiano (n. 1891)
- 1962 - Gary Hocking, pilota motociclistico rhodesiano (n. 1937)
- 1963 - John Close, attore statunitense (n. 1921)
- 1963 - Lars Vegard, fisico e politico norvegese (n. 1880)
- 1964 - Frank Buckley, calciatore e allenatore di calcio inglese (n. 1882)
- 1964 - Algernon Kingscote, tennista britannico (n. 1888)
- 1964 - Miroslav Lukić, calciatore jugoslavo (n. 1909)
- 1964 - John Hyacinth Power, erpetologo e botanico irlandese (n. 1884)
- 1964 - Reinhold Trampler, schermidore austriaco (n. 1877)
- 1964 - Carl Van Vechten, scrittore e fotografo statunitense (n. 1880)
- 1965 - Kōdō Sawaki, monaco buddhista giapponese (n. 1880)
- 1966 - Marcello Bofondi, prefetto e politico italiano (n. 1896)
- 1967 - Stuart Erwin, attore statunitense (n. 1903)
- 1967 - Louis Washkansky, sportivo lituano (n. 1912)
- 1967 - Walter Weiss, generale tedesco (n. 1890)
- 1968 - Engelbert Besednjak, politico, pubblicista e avvocato sloveno (n. 1894)
- 1968 - Leon Epp, attore e regista austriaco (n. 1905)
- 1968 - Vittorio Pozzo, calciatore, allenatore di calcio e giornalista italiano (n. 1886)
- 1969 - Giacinto Auriti, diplomatico, ambasciatore e iamatologo italiano (n. 1883)
- 1969 - Vincenzo Bellisario, politico italiano (n. 1917)
- 1969 - Georges Catroux, generale e diplomatico francese (n. 1877)
- 1969 - José Ibáñez Martín, politico spagnolo (n. 1896)
- 1969 - Bruno Margarucci Riccini, militare italiano (n. 1895)
- 1969 - Nino Nespoli, pittore italiano (n. 1898)
- 1969 - Canzio Pizzoni, presbitero e teologo italiano (n. 1885)
- 1969 - Ilse Steppat, attrice e doppiatrice tedesca (n. 1917)
- 1970 - Elyesa Bazna, agente segreto albanese (n. 1904)
- 1971 - Andreas Fridolin Weis Bentzon, etnomusicologo e antropologo danese (n. 1936)
- 1971 - Teresio Chiodi, calciatore italiano (n. 1912)
- 1971 - Eugen Kling, calciatore tedesco (n. 1899)
- 1971 - Gábor Urbancsik, calciatore e allenatore di calcio ungherese (n. 1907)
- 1972 - Hugh Edwards, canottiere britannico (n. 1906)
- 1972 - Paul Hausser, generale e docente tedesco (n. 1880)
- 1972 - Alessandro Spagna, politico italiano (n. 1890)
- 1974 - Félix Amiot, ingegnere francese (n. 1894)
- 1974 - Silvano Ceccherini, anarchico e scrittore italiano (n. 1915)
- 1974 - Richard Long, attore statunitense (n. 1927)
- 1974 - Luis Marín Sabater, calciatore spagnolo (n. 1906)
- 1974 - Gino Montefinale, ammiraglio, scrittore e giornalista italiano (n. 1881)
- 1974 - Théodore Nouwens, calciatore belga (n. 1908)
- 1974 - Clara Padoa, attrice italiana (n. 1910)
- 1975 - Jacques Berlioz, zoologo francese (n. 1891)
- 1975 - Rowland V. Lee, regista, sceneggiatore e produttore cinematografico statunitense (n. 1891)
- 1975 - Pasquale Morino, pittore italiano (n. 1904)
- 1976 - Charles Coward, militare britannico (n. 1905)
- 1976 - Orazio Fiume, compositore e musicista italiano (n. 1908)
- 1976 - Paul Mazé, missionario e arcivescovo cattolico francese (n. 1885)
- 1976 - Lorine Livingston Pruette, psicologa e scrittrice statunitense (n. 1896)
- 1976 - Leon Suzin, architetto polacco (n. 1901)
- 1977 - Elsa Ebbesen, attrice svedese (n. 1890)
- 1977 - Nicola Ivanoff, storico dell'arte russo (n. 1901)
- 1978 - Roger Caillois, scrittore, sociologo e antropologo francese (n. 1913)
- 1978 - Shūji Sano, attore giapponese (n. 1912)
- 1978 - Anton Ukmar, politico e partigiano italiano (n. 1900)
- 1978 - Allen West, criminale statunitense (n. 1929)
- 1979 - Ermindo Onega, calciatore argentino (n. 1940)
- 1979 - Nino Pavese, attore e doppiatore italiano (n. 1904)
- 1980 - Marc Connelly, drammaturgo e attore statunitense (n. 1890)
- 1980 - Nelson Rodrigues, drammaturgo, scrittore e giornalista brasiliano (n. 1912)
- 1981 - Allan Dwan, regista, sceneggiatore e produttore cinematografico canadese (n. 1885)
- 1981 - Manutchehr Salimi, politico iraniano
- 1981 - Vladimir Godžiev, schermidore sovietico (n. 1940)
- 1981 - Arnaldo Mori, pittore italiano (n. 1905)
- 1981 - Lidio Stefanini, calciatore italiano (n. 1913)
- 1982 - Charles Hapgood, storico statunitense (n. 1904)
- 1982 - Pierre Voizard, politico e funzionario francese (n. 1896)
- 1983 - Rod Cameron, attore e stuntman canadese (n. 1910)
- 1983 - David Conover, fotografo e scrittore statunitense (n. 1919)
- 1983 - Alexander Conrady, generale tedesco (n. 1903)
- 1983 - Luigi Giglia, politico italiano (n. 1926)
- 1983 - Paul de Man, giornalista, filosofo e critico letterario belga (n. 1919)
- 1983 - Eric Porter, regista e produttore cinematografico australiano (n. 1911)
- 1983 - József Vértesy, pallanuotista ungherese (n. 1901)
- 1983 - Mark Workman, cestista statunitense (n. 1930)
- 1984 - Arne Johansen, calciatore norvegese (n. 1902)
- 1984 - Francesco Putti, presbitero, scrittore e editore italiano (n. 1909)
- 1984 - Judith Raskin, soprano statunitense (n. 1928)
- 1985 - Max Massimino Garnier, sceneggiatore e regista italiano (n. 1924)
- 1986 - Umberto Donà, calciatore italiano (n. 1894)
- 1986 - Frank Rawcliffe, calciatore inglese (n. 1921)
- 1986 - Sven-Ove Svensson, calciatore svedese (n. 1922)
- 1987 - Ferdinando Glück, fondista e alpinista italiano (n. 1901)
- 1987 - Eugene Lukacs, statistico ungherese (n. 1906)
- 1987 - Ralph Nelson, regista statunitense (n. 1916)
- 1987 - John Spence, cantante statunitense (n. 1969)
- 1988 - Noreen Gammill, attrice e doppiatrice statunitense (n. 1898)
- 1988 - Curt Richter, biologo statunitense (n. 1894)
- 1988 - Bob Steele, attore statunitense (n. 1907)
- 1988 - Nikolaas Tinbergen, biologo, etologo e ornitologo olandese (n. 1907)
- 1988 - Venus Xtravaganza, attrice, showgirl e ballerina statunitense (n. 1965)
- 1989 - Jaures Busoni, politico e giornalista italiano (n. 1901)
- 1989 - Ján Cikker, compositore slovacco (n. 1911)
- 1989 - Elvio Fachinelli, psichiatra, psicoanalista e pedagogista italiano (n. 1928)
- 1990 - Medard Boss, psicologo e psichiatra svizzero (n. 1903)
- 1990 - Clarence Johnson, ingegnere statunitense (n. 1910)
- 1990 - Magda Julin, pattinatrice artistica su ghiaccio svedese (n. 1894)
- 1990 - József von Platthy, cavaliere ungherese (n. 1900)
- 1991 - Germano Craighero, carabiniere italiano (n. 1961)
- 1991 - Francesco Grandjacquet, attore italiano (n. 1904)
- 1991 - Wilhelm Strassburger, calciatore tedesco (n. 1907)
- 1991 - José Miguel de Barandiarán Ayerbe, antropologo, etnologo e presbitero spagnolo (n. 1889)
- 1992 - Stella Adler, attrice teatrale e insegnante statunitense (n. 1901)
- 1992 - David Hare, artista statunitense (n. 1917)
- 1992 - Albert King, chitarrista e cantante statunitense (n. 1923)
- 1992 - Nathan Milstein, violinista russo (n. 1903)
- 1993 - William Edwards Deming, ingegnere, saggista e dirigente d'azienda statunitense (n. 1900)
- 1993 - Ivan Semënovič Kozlovskij, tenore sovietico (n. 1900)
- 1993 - Pekka Niemi, fondista finlandese (n. 1909)
- 1993 - Margarita Nikolaeva, ginnasta sovietica (n. 1935)
- 1994 - Martino Aichner, aviatore e imprenditore italiano (n. 1918)
- 1994 - Doug Lishman, calciatore inglese (n. 1923)
- 1995 - Roberto Franchi, politico italiano (n. 1938)
- 1995 - Adalbert Iordache, pallanuotista rumeno (n. 1919)
- 1995 - Boris Nikolaevič Ponomarëv, politico e storico sovietico (n. 1905)
- 1996 - Enrico Benedetti, hockeista su ghiaccio italiano (n. 1940)
- 1996 - Carmelo Cappello, scultore italiano (n. 1912)
- 1996 - Narciso Donzelli, calciatore italiano (n. 1932)
- 1996 - Kálmán Hazai, pallanuotista ungherese (n. 1913)
- 1996 - Alfred Tonello, ciclista su strada francese (n. 1929)
- 1996 - Margret Rey, scrittrice e illustratrice statunitense (n. 1906)
- 1997 - Johnny Coles, trombettista statunitense (n. 1926)
- 1997 - Sacco van der Made, attore e doppiatore olandese (n. 1918)
- 1997 - Carla Strauss, danzatrice e coreografa italiana (n. 1907)
- 1998 - Robert M. Hall, imprenditore e editore statunitense (n. 1909)
- 1998 - Sándor Ivády, pallanuotista ungherese (n. 1903)
- 1998 - Gianfranco Merli, politico italiano (n. 1924)
- 1998 - Ernst-Günther Schenck, medico e militare tedesco (n. 1904)
- 1998 - Jerzy Topolski, storico polacco (n. 1928)
- 1999 - Alessandro Niccoli, politico italiano (n. 1916)
- 2000 - Umberto Becchelli, avvocato e politico italiano (n. 1930)
- 2000 - Marco Carrino, militare italiano (n. 1911)
- 2000 - Rober Eryol, calciatore turco (n. 1930)
- 2000 - Stephen Mitchell, psicoanalista statunitense (n. 1946)
- 2000 - Derek Trevis, allenatore di calcio e calciatore inglese (n. 1942)
- 2000 - Renaat Van Elslande, politico belga (n. 1916)

## XXI secolo(109)
- 2001 - Alice Ceresa, scrittrice svizzera (n. 1923)
- 2001 - Salvatore Guglielmino, storico della letteratura, critico letterario e docente italiano (n. 1926)
- 2001 - Heinz Macher, militare tedesco (n. 1919)
- 2001 - Malek Ouary, scrittore e giornalista algerino (n. 1916)
- 2001 - Raffaele Sciorilli Borrelli, politico italiano (n. 1916)
- 2001 - Thomas Albert Sebeok, semiologo ungherese (n. 1920)
- 2002 - Jeu van Bun, calciatore olandese (n. 1918)
- 2002 - José Hierro, poeta spagnolo (n. 1922)
- 2002 - Giò Pomodoro, scultore, orafo e incisore italiano (n. 1930)
- 2002 - Georges Vedel, giurista francese (n. 1910)
- 2003 - Ermenegildo Orzan, calciatore italiano (n. 1914)
- 2003 - Andrea Scotti, attore italiano (n. 1931)
- 2003 - Alfonso di Hohenlohe-Langenburg, nobile e imprenditore spagnolo (n. 1924)
- 2004 - Lennart Bernadotte, principe svedese (n. 1909)
- 2004 - Richard Hamilton, attore statunitense (n. 1920)
- 2005 - Myron Healey, attore statunitense (n. 1923)
- 2006 - Augusto Carvacho, cestista cileno (n. 1914)
- 2006 - Warren Hair, cestista statunitense (n. 1918)
- 2006 - Lois Hall, attrice statunitense (n. 1926)
- 2006 - Saparmyrat Nyýazow, politico turkmeno (n. 1940)
- 2006 - Philippa Pearce, scrittrice inglese (n. 1920)
- 2006 - Sydney Wooderson, mezzofondista britannico (n. 1914)
- 2008 - Luis Benítez de Lugo, politico, sportivo e militare spagnolo (n. 1916)
- 2009 - Edwin Krebs, biochimico statunitense (n. 1918)
- 2009 - Christos Lambrakis, editore e filantropo greco (n. 1934)
- 2009 - Guido Sembenotti, politico italiano (n. 1930)
- 2010 - Enzo Bearzot, calciatore e allenatore di calcio italiano (n. 1927)
- 2010 - Giovanni Ferrofino, arcivescovo cattolico italiano (n. 1912)
- 2010 - Marcia Lewis, attrice e cantante statunitense (n. 1938)
- 2010 - Håkan Lindberg, pilota automobilistico svedese (n. 1938)
- 2010 - Adrienne Roy, illustratrice statunitense (n. 1953)
- 2011 - Giovanni Carnevali, calciatore e allenatore di calcio italiano (n. 1947)
- 2011 - Giovanni Maria D'Erme, iranista italiano (n. 1935)
- 2011 - Olavi Rokka, pentatleta finlandese (n. 1925)
- 2011 - Evgenij Rudakov, calciatore sovietico (n. 1942)
- 2011 - Roberto Szidon, pianista brasiliano (n. 1941)
- 2011 - Marja Ilmatar Väisälä, astronoma e insegnante finlandese (n. 1916)
- 2012 - Franco Ceccarelli, musicista e produttore discografico italiano (n. 1942)
- 2012 - Lee Dorman, bassista statunitense (n. 1942)
- 2013 - Ahmed Asmat Abdel-Meguid, diplomatico egiziano (n. 1923)
- 2013 - Mario Maschio, batterista italiano (n. 1931)
- 2013 - Mimmo Pintacuda, fotografo italiano (n. 1927)
- 2014 - Vittorio Calvetti, politico italiano (n. 1915)
- 2014 - Tonino Costanzo, cestista e allenatore di pallacanestro italiano (n. 1934)
- 2014 - Dušan Dragosavac, politico jugoslavo (n. 1919)
- 2014 - Horacio Ferrer, poeta, paroliere e drammaturgo uruguaiano (n. 1933)
- 2014 - Åke Johansson, calciatore svedese (n. 1928)
- 2014 - Udo Jürgens, cantante e attore austriaco (n. 1934)
- 2014 - Stuart A. Reiss, scenografo statunitense (n. 1921)
- 2014 - Hans Riesel, matematico svedese (n. 1929)
- 2014 - Paul Walther, cestista statunitense (n. 1927)
- 2014 - Billie Whitelaw, attrice britannica (n. 1932)
- 2015 - Dejan Brđović, pallavolista e allenatore di pallavolo serbo (n. 1966)
- 2015 - Giacinto Caramia, violoncellista italiano (n. 1923)
- 2015 - Elena Fava, ematologa e educatrice italiana (n. 1950)
- 2015 - Ernesto Mayz Vallenilla, filosofo venezuelano (n. 1925)
- 2015 - Kenzō Ōhashi, calciatore giapponese (n. 1934)
- 2016 - Angelo Di Marco, fumettista e vignettista francese (n. 1927)
- 2016 - Sidney David Drell, fisico statunitense (n. 1926)
- 2016 - Giorgio Magnaghi, calciatore italiano (n. 1923)
- 2016 - Gianni Mascolo, cantante italiano (n. 1940)
- 2016 - Evi Zamperini Pucci, scrittrice italiana (n. 1924)
- 2016 - Danilo Torriglia, calciatore italiano (n. 1936)
- 2017 - Dominic Frontiere, compositore statunitense (n. 1931)
- 2017 - Bruce McCandless, astronauta e ingegnere statunitense (n. 1937)
- 2017 - Renato Pilade, politico italiano (n. 1927)
- 2017 - Roswell Rudd, trombonista e compositore statunitense (n. 1935)
- 2018 - Luigi Giuliani, attore italiano (n. 1940)
- 2018 - Edda Göring, funzionaria tedesca (n. 1938)
- 2018 - Maria Pia Mapelli, cestista italiana (n. 1935)
- 2018 - Giovanni Martorana, attore italiano (n. 1962)
- 2018 - Antonio Masini, pittore, incisore e scultore italiano (n. 1933)
- 2018 - Laya Raki, attrice e ballerina tedesca (n. 1927)
- 2018 - Rudolf Schlegelmilch, fisico e paleontologo tedesco (n. 1931)
- 2019 - Jimmy Allen, giocatore di football americano statunitense (n. 1952)
- 2019 - Stefan Angelov, lottatore bulgaro (n. 1947)
- 2019 - Luciano Bechicchi, driver italiano (n. 1928)
- 2019 - Martin Peters, calciatore e allenatore di calcio inglese (n. 1943)
- 2019 - Dale Russell, paleontologo canadese (n. 1937)
- 2019 - Emanuel Ungaro, stilista francese (n. 1933)
- 2020 - Boris Bušmelёv, regista sovietico (n. 1937)
- 2020 - Kevin Greene, giocatore di football americano e allenatore di football americano statunitense (n. 1962)
- 2020 - István Kovács, calciatore ungherese (n. 1953)
- 2020 - K. T. Oslin, cantante, musicista e attrice statunitense (n. 1942)
- 2020 - Arnold Wolfendale, astronomo britannico (n. 1927)
- 2021 - Carlyle Glean, politico grenadino (n. 1932)
- 2021 - Vassos Karageorghis, archeologo cipriota (n. 1929)
- 2021 - Giovanni Mastel, hockeista su ghiaccio italiano (n. 1943)
- 2021 - Ian Matos, tuffatore brasiliano (n. 1989)
- 2022 - Emma Almanza, cestista messicana (n. 1925)
- 2022 - Alberto Asor Rosa, critico letterario, storico della letteratura e saggista italiano (n. 1933)
- 2022 - Tony Barry, attore e attivista australiano (n. 1941)
- 2022 - Aminah Cendrakasih, attrice indonesiana (n. 1938)
- 2022 - Franz Gertsch, pittore svizzero (n. 1930)
- 2022 - Gordy Giovanelli, canottiere statunitense (n. 1925)
- 2022 - Franco Harris, giocatore di football americano statunitense (n. 1950)
- 2022 - Ronnie Hillman, giocatore di football americano statunitense (n. 1991)
- 2022 - Mauro Sabbione, compositore, pianista e tastierista italiano (n. 1957)
- 2022 - György Tumpek, nuotatore ungherese (n. 1929)
- 2023 - Adamo Puccini, dirigente sportivo, allenatore di calcio e calciatore italiano (n. 1944)
- 2023 - Frederic Raurell, presbitero spagnolo (n. 1930)
- 2023 - Amedeo Salerno, dirigente sportivo italiano (n. 1928)
- 2023 - Robert Solow, economista statunitense (n. 1924)
- 2024 - Catherine Aird, scrittrice britannica (n. 1930)
- 2024 - Art Evans, attore statunitense (n. 1942)
- 2024 - Hannelore Hoger, attrice tedesca (n. 1942)
- 2024 - Kurt Laurenz Metzler, scultore svizzero (n. 1941)
- 2024 - Fabrizio Morri, politico italiano (n. 1954)
- 2024 - Jeanne Wakatsuki Houston, scrittrice statunitense (n. 1934)